# Persona 3 The Movie: Chapter 4, Winter of Rebirth
Persona 3 The Movie: Chapter 4, Winter of Rebirth (劇場版「ペルソナ3」第4章 Gekijōban Perusona 3 Dai Yon Shō?) är den fjärde delen i filmserien Persona 3 The Movie, baserat på datorspelet Shin Megami Tensei: Persona 3 som ursprungligen släpptes 2006 i Japan. Filmen hade premiär den 23 januari 2016 i Japan.
Filmen tillkännagavs som filmseriens sista del i slutet på föregångaren Persona 3 The Movie: Chapter 3, Falling Down.

## Utgivning
Filmen släpptes till DVD och Blu-ray Disc i Japan den 3 augusti 2016 i två olika utgåvor; en med endast filmen och en där konceptgrafik och filmens soundtrack medföljer.

## Soundtrack
Filmens soundtrack släpptes under december 2015, där Yumi Kawamura och Lotus Juice medverkar.
| 1.           | My Testimony                                 | Yumi Kawamura              | 6:20  |
| 2.           | Memories of You (Remix)                      | Yumi Kawamura              | 6:02  |
| 3.           | Burn My Dread -Last Battle- (Future Arrange) | Yumi Kawamura, Lotus Juice | 5:04  |
| 4.           | My Testimony -Karaoke Ver.-                  | –                          | 6:19  |
| Total längd: | Total längd:                                 | Total längd:               | 23:45 |